# Ranger–3
A Ranger–3 (angolul: útkereső) amerikai űrszonda, amelyet a Ranger-program keretében indították, Hold kutató műhold.

## Küldetés
A szondát a NASA Jet Propulsion Laboratoryban fejlesztettek ki. A NASA a Hold látható oldalának módszeres kutatását kezdte meg, amely a Surveyor-programmal, majd a Lunar Orbiter-programmal folytatódott és az Apollo-programmal, a Holdra szállással csúcsosodott ki. A Mariner-program keretében a kifejlesztett rendszert használták.
Mósosított program alapján fékezett manőver végrehajtása mellett egy szeizmométer tartályt kellett a felszínre juttatnia. Cél megismerni a Hold felszini felületét, a sugártényezőket, elősegíteni a radarkapcsolatot.

## Jellemzői
1962. január 26-án a Cape Canaveral Air Force Station kilövőállomásról egy140 tonnás három és fél (indításnál szilárdhajtóanyagú segédrakéták) fokozatú Atlas–Agena B rakétával állították Föld körüli pályára. Az orbitális egység utolsó fokozatának újraindításával sikeresen elérték a második kozmikus sebességet, biztosítva a Hold megközelítését. Hossztengelyében stabilizált, a Hold–Nap összekötő egyenessel párhuzamos volt. 50,9 óra  repülés után, január 28-án a technikai meghibásodások sorozata miatt 36 874 kilométer távolságra elrepült a Hold mellett és a  Nap körül heliocentrikus pályára állt.
Felszereléseinek segítségével elemzést végzett a bolygóközi tér gamma-sugárzás intenzitásának mértékéről. Az értékelések megállapították, hogy nem szükséges változtatnia a tervezett űrhajó sugárvédelmén.
A szondát egy hatszögletű vázra építették. Az energiaellátást kettő napelemtábla (8680napelemlapocskával) illetve akkumulátorok segítségével (AgZn) biztosította. A testben illetve a tetején levő kúpos műszeres térben helyezték el a vidikon-televíziós kamerákat, az elektronikát és a helyzetszabályzót, a telepeket, a vezérlőegységet, a rádióadókat, a helyzetszabályzó hideggáz tartályt- illetve  fúvókát. Átmérője 1,52 méter, magassága 2,51 méter. A nyitott napelemtáblák 4,57 méterrel növelték meg az átmérőjét. Tömege 327 kilogramm. A rádiókapcsolatot egy kis botantenna és egy, a Földre irányított, 1,2 méter átmérőjű parabolaantenna biztosította. Műszerei: Lyman-α napsugárzás detektor,-  elektrosztatikus plazma analizátor,-  közepes energiájú kozmikus sugárzás érzékelő,- ionizáló kozmikus sugárzásmérő,- detektor kozmikus sugárzásmérő,- magnetométer,- mikrometeorit detektor.